# İsmail Cem Ulusoy
İsmail Cem Ulusoy (Adalia, 4 ottobre 1996) è un cestista turco.